# Flabäck
Flabäck, Flabäcken, är en bäck som utgör gränsen mellan Kållered och Lindome i Mölndals stad och därmed även utgör landskapsgräns mellan Västergötland och Halland. När Halland tillhörde Danmark, fram till freden i Brömsebro 1645, utgjorde bäcken även riksgräns mot Sverige.
Bäckens namn kommer av Flaksjö (Flagsjö), och namnet skrevs på 1600-talet bland annat som Flaksjöbäcken.

## Gränsmöten
Tre gränsmöten mellan svenska och danska sändebud har hållits på bron över Flabäcken:

### 12–17 augusti 1591
Vid mötet behandlades frågor om tullfrihet, framför allt den fria handelssjöfarten runt den nordnorska kusten till Vita havet. Sverige krävde handelsblockad, då ryssarna fick försörjning under det pågående kriget med Sverige, vilket avvisades av danskarna. Danska sändebud var riksråden Nils Kaas, Jörgen Rosencrantz och Manderup Parsberg. Sverige representerades av Krister Gabrielsson, Bengt Ribbing och Jöran Eriksson.

### 9–18 februari 1601
Vid mötet behandlades främst förhållanden om vem som hade rätt att uppbära skatt i Lappmarken. Länderna enades inte utan hänsköt frågan till skiljedom. I övrigt misslyckades mötet och ett nytt möte hölls i Sjöaryd i april 1602, vilket endast resulterade i preliminära förhandlingar.

### 9 februari–6 april 1603
Det fanns alltsedan Stettinfreden 1570 ett flertal frågor, vilka orsakade slitningar mellan länderna och som ombuden försökte lösa vid detta tredje möte. Bland frågorna fanns den svenska tullen på danska varor och kaperier på danskt vatten, Lappmarksfrågan, den svenska handelsblockaden mot Riga och rätten till Tre kronor i danska statsvapnet. Flera av frågorna fick gå till skiljedom.
Den svenske kungen Karl IX var nöjd med förhandlingarna, då svenskarna bland annat fått igenom en förklaring om fredens obrottsliga upprätthållande tills skiljedom fallit, vilket var emot den danske kungen Kristian IV:s önskan. Motsättningarna mellan länderna hade dock inte försvunnit utan kom att öka under de kommande åren och utgjorde en grund för Kalmarkrigets utbrott 1611.
Genom skiljedomen fick Sverige ensamrätt till beskattning i Lappmarken, medan svenska och danska fogdar gemensamt upprätthöll rättsskipningen.

## Minnessten och fornminnen

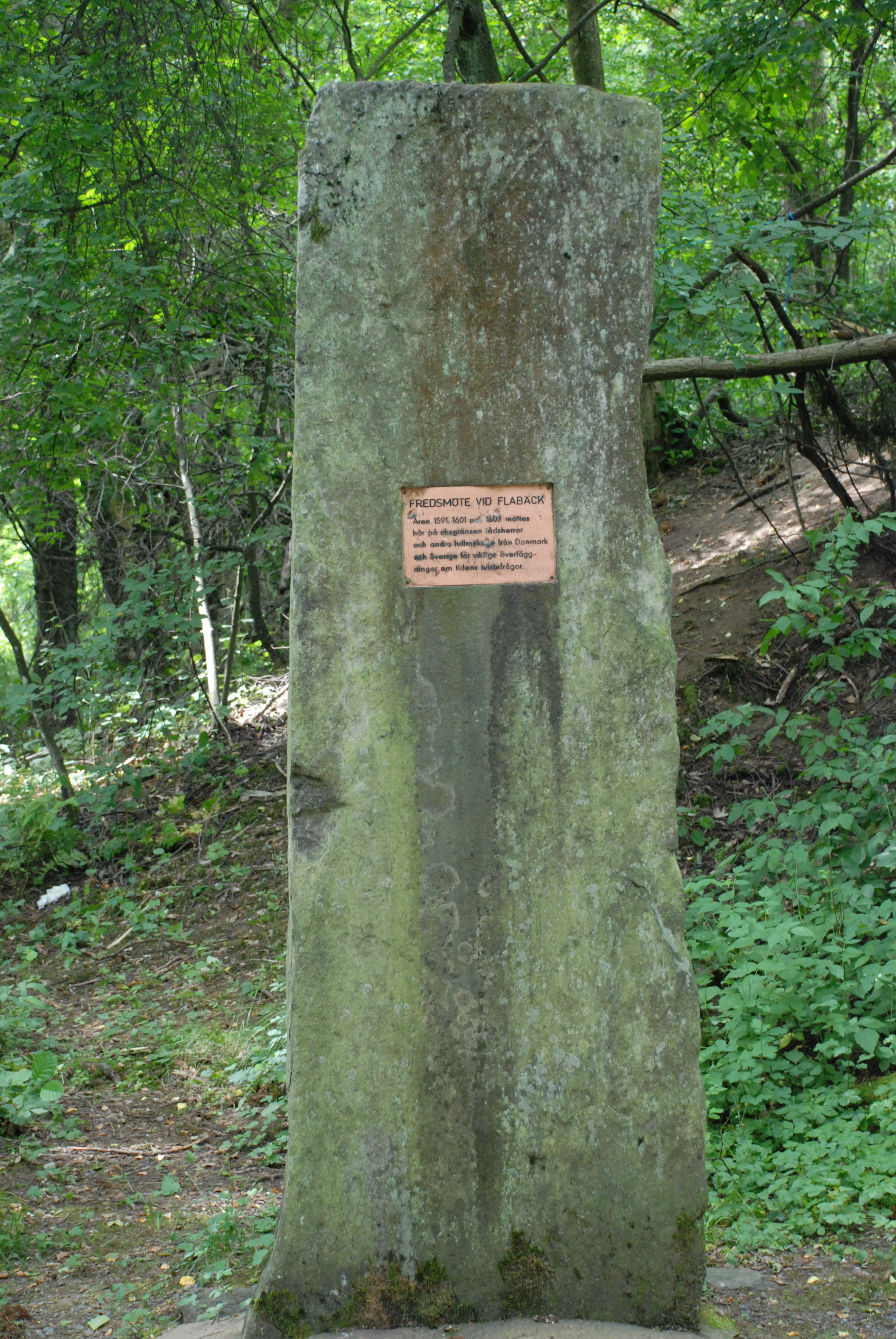
Minnesstenen i Flabäck.

En minnessten restes på platsen 1979 av Kållereds Hembygdsgille och Mölndals kommun.
I området finns andra fornminnen: en hällkista, en gravhög, två gravfält, en hålväg och en fornborg.

## Värdshus
1838 anlades en ny, privat väg från Kållered till Lindome, vilken finansierades med vägavgifter, som upptogs vid en vägtull i Flabäck. 1844-1845 byggdes en gästgivaregård på platsen. Den revs 1967-1968 när motorvägen E6 skulle dras fram.